# Paradrina jurassica
Paradrina jurassica là một loài bướm đêm trong họ Noctuidae.